# Leandro Fernández Imas
Leandro Fernández Imas  (Nombre de Dios, Durango; 27 de febrero de 1851 - Ciudad de México, 10 de septiembre de 1922) fue un político e ingeniero mexicano.

## Biografía
Hizo estudios de primaria y secundaria en el Seminario Conciliar y en el Instituto Juárez de Durango. Su posterior formación la seguiría en la Escuela Nacional de Ingenieros, en la de Comercio y el Conservatorio Nacional. En la primera, se graduó de Ingeniero Topógrafo, Ingeniero Civil e Ingeniero Geógrafo. Sus estudios sobre matemáticas, astronomía, geodesia y topografía, llamaron la atención del ministro Manuel Fernández Leal. Fue designado como profesor de la clase de Geodesia y Astronomía .
En repetidas ocasiones, los alumnos de la Escuela Nacional de Ingenieros, lo solicitaron como profesor de las clases de Cálculo, Probabilidades, Teoría de Errores y Física Matemática.
En febrero de 1879, fue nombrado representante de la Escuela Nacional de Ingenieros, en las sesiones de la Junta Directiva de Instrucción Pública. En 1887, a propuesta de Leandro Fernández, se implementó como obligatorio el curso de Estática Gráfica.
Se especializó y practicó en los Estados Unidos, siendo designado a su regreso como Director del Observatorio Astronómico de Palacio. Representó a México en dos congresos astronómicos realizados en EUA.
En 1884 fue delegado de México en la Conferencia Internacional del Meridiano junto al ingeniero Angel Anguiano en Washington D. C., para recomendar el meridiano cero para uso internacional. La delegación mexicana voto a favor de la recomendación de que el meridiano de Greenwich, en Londres, fuera el estándar internacional para la longitud cero grados.
Fue designado como Director interino de la Escuela Nacional de Ingenieros en 1889, por licencia de Antonio del Castillo y se mantiene en el cargo hasta el 21 de octubre de 1890, en que entrega la dirección al ingeniero Eleuterio Méndez.
A su gestión, le correspondió, por decreto de Porfirio Díaz, establecer la carrera de ingeniero electricista y mantener las de minas, caminos, puertos y canales, industrial, y de ensayador y apartador de metales.
A partir del 3 de julio de 1889, se inicia un debate periodístico entre El Nacional y El Universal, debido a que este último denunciaba la falta de asistencia de los profesores de la escuela y la casi total ausencia de ellas en la recién creada carrera de ingeniero electricista. En el artículo se atacaba más a Manuel Fernández, Secretario de Fomento, que al propio Director Fernández.
Con este motivo, convocó a todos los profesores a conferenciar al respecto. Las causas que argumentaron fueron que no había listas de asistencia o que los profesores se habían enfermado. Se comprometieron entonces a terminar los cursos antes de lo previsto y, para que esto se cumpliera, las autoridades gubernamentales formaron comisiones de vigilancia al inicio de los cursos.
En 1890, recibe el director Fernández, un informe elaborado por tres alumnos, reportándole el avance de las obras del Desagüe del Valle; en él se señalan el objeto de las obras y los motivos por los que se eligió el proyecto, se detallan las secciones que comprenden al túnel y al canal, de las lumbreras, de la organización del trabajo.
Realiza gestiones para realizar mejoras en el Palacio de Minería, sede de la Escuela Nacional de Ingenieros. Se autoriza el presupuesto para que Luis G. Ramírez, elabore la pintura al temple, al óleo, resanes en paredes y columnas en la Bóveda de la escalera de la escuela.
En su informe como Director de la institución, define que en los 16 meses que estuvo al frente de la institución, procuró mejorarla: “en cuanto mis fuerzas físicas y morales y mi posición de Director interino me lo permitieron”.
Continúa haciendo mención de las obras materiales emprendidas en el edificio de la Escuela “para ponerlo en condiciones dignas de su destino”. Por lo que se refería al alumnado, al no tener en dónde sentarse a estudiar, “coloqué catorce bancas con sus tapetes y escupideras, a fin de evitar que se ensucie el piso de ello”. Siguiendo con las obras materiales, reporta las concluidas en el Observatorio meteorológico, en los salones donde se impartían diferentes materias: dibujo arquitectónico, caminos, matemáticas electricidad, mecánica, meteorología y, para la biblioteca, se aumentaron 133 obras y 41 cuadernos, entre las que se encontraban obras de gran valor científico como las de Laplace.
“Para el mejor orden de la Escuela dispuse que los señores profesores dieran noticia diaria de lo que en sus clases ocurriera y de las faltas de asistencia de los alumnos, lo que se ha llevado a cabo con buenos resultados..” en el tiempo que a esta memoria se refiere, he estimulado de cuantas maneras he podido a los señores profesores, empleados y alumnos de la escuela, al cumplimiento de sus deberes y creo haberlo logrado. Estudié los programas para el año que está por terminar y en oficio especial hice a esa Secretaría algunas observaciones sobre ellos, finaliza diciendo que ha procurado atender y mejorar la escuela “sin que por ello pretenda haberlo logrado, pues es asunto muy difícil y aún superior a mis fuerzas” .
Fue designado para un segundo periodo como Director de la Escuela Nacional de Ingenieros, el 15 de julio de 1895, sustituyendo en el cargo al ingeniero Antonio del Castillo con un sueldo anual de $2000.
El 20 de agosto, envía a la Secretaría de Instrucción la memoria de las obras ejecutadas en 1895.
Con motivo de un sismo en la Ciudad de México, el inmueble del Colegio sufre deterioros, por lo que solicita un peritaje para evaluar los costos y encargar las obras a Luis Salazar .
En el mismo año, fue nombrado Vicepresidente de la Asociación de Ingenieros y Arquitectos, y la Junta Organizadora de la misma, lo nombró vicepresidente honorario en el XI Congreso de Americanistas.
En 1897, presenta un proyecto para detener el hundimiento del edificio de Minería, a cargo de Manuel M. de Anza. En ese mismo año, es nominado como gobernador de Durango, razón por la cual abandona el cargo.
En junio de 1898, recibe el nombramiento de director general de la Casa de Moneda, y regidor de Obras Públicas y de Actas del Ayuntamiento de México.
Regresa como Director de la Escuela Nacional de Ingenieros del 1 de julio de 1898 al 13 de diciembre de 1900, cuando es nombrado Secretario de Fomento. Por tres años ocupa este cargo y, de 1907 a 1911, Secretario de Comunicaciones y Obras Públicas, destacándose en su gestión, la construcción del Palacio de Comunicaciones.